# Antichristian Phenomenon
Antichristian Phenomenon treći je EP poljskog ekstremnog metal sastava Behemoth. Objavljen je 2000. kao singl i 2001. kao EP.

## O albumu
Prvih pet pjesama snimljeno je tijekom snimanja albuma Thelema.6 u studiju Hendrix u Lublinu. Pjesma "Day of Suffering" snimljena je u studenom 2000. u Hendrix Studiosu. Pjesma "Carnage" snimljena je u travnju 1999. u Starcraft Stimulation Studiosu.
Ograničeno izdanje za turneju, koje je bilo upakirano u crnu kutiju za dragulje, objavljeno je tijekom europske turneje "Act of Rebellion"; postoji 1000 primjeraka ovog izdanja. Izdan je i 7-inčni disk sa slikama, koje je bio ograničen na 500 primjeraka, sa samo tri pjesme.
Album također sadrži inačicu uživo pjesme "Christians to the Lions" snimljenu u klubu Proxima u Varšavi, Poljska, 15. lipnja 2001.

## Popis pjesama
| Singl | Singl                         | Singl            | Singl      | Singl    | Singl | Singl | Singl | Singl | Singl |
| Br.   | Skladba                       | Tekstopisac      | Skladatelj | Trajanje |       |       |       |       |       |
| ----- | ----------------------------- | ---------------- | ---------- | -------- | ----- | ----- | ----- | ----- | ----- |
| 1.    | »Antichristian Phenomenon«    | Nergal           | Nergal     | 4:38     |       |       |       |       |       |
| 2.    | »Malice«                      | Nergal           | Nergal     | 2:24     |       |       |       |       |       |
| 3.    | »Satanas« (obrada Sarcófagoa) | Wagner Lamounier | Sarcófago  | 2:06     |       |       |       |       |       |
| 9:08  |                               |                  |            |          |       |       |       |       |       |

| EP    | EP                                                           | EP               | EP             | EP       | EP | EP | EP | EP | EP |
| Br.   | Skladba                                                      | Tekstopisac      | Skladatelj     | Trajanje |    |    |    |    |    |
| ----- | ------------------------------------------------------------ | ---------------- | -------------- | -------- | -- | -- | -- | -- | -- |
| 1.    | »Antichristian Phenomenon«                                   | Nergal           | Nergal         | 4:38     |    |    |    |    |    |
| 2.    | »Malice«                                                     | Nergal           | Nergal         | 2:24     |    |    |    |    |    |
| 3.    | »From the Pagan Vastlands 2000«                              | Tomasz Krajewski | Nergal         | 2:55     |    |    |    |    |    |
| 4.    | »Satanas« (obrada Sarcófagoa)                                | Wagner Lamounier | Sarcófago      | 2:06     |    |    |    |    |    |
| 5.    | »Hello Spaceboy« (obrada Davida Bowiea)                      | David Bowie      | David Bowie    | 3:26     |    |    |    |    |    |
| 6.    | »Day of Suffering« (obrada Morbid Angela)                    | David Vincent    | Trey Azagthoth | 2:15     |    |    |    |    |    |
| 7.    | »Carnage« (obrada Mayhema)                                   |                  |                | 4:04     |    |    |    |    |    |
| 8.    | »Christians to the Lions« (glazbeni spot snimljen u Varšavi) | Nergal           | Nergal         | 3:01     |    |    |    |    |    |
| 24:49 |                                                              |                  |                |          |    |    |    |    |    |

## Zasluge
| Behemoth - Nergal – gitara, vokal, produkcija, inženjer zvuka (pjesmi 7.) - Havoc – gitara (pjesme 1. – 6.) - Inferno – bubnjevi - L.Kaos – bas-gitara (na pjesmi "Carnage") Ostalo osoblje - Roman Przylipiak – produkcija (glazbenog spota) - Arkadiusz Malczewski – inženjer zvuka (pjesme 1. – 6.) | Dodatni glazbenici - Bony – gitara (na pjesmi "Day of Suffering") - Maciej Niedzielski – klavijature (pjesmi 1. – 5.) - Adam Sierżęga – bubnjevi (na pjesmi "Day of Suffering") - Novy – bas-gitara (pjesme 1. – 6.) |